# Landesverband Hochbegabung Baden-Württemberg
Der Landesverband Hochbegabung Baden-Württemberg e. V. (LVH) ist eine 1998 gegründete landesweite und ehrenamtlich tätige Selbsthilfe-, Aufklärungs- und Beratungsorganisation für Eltern, Erzieher und Pädagogen hochbegabter Kinder vom Kindergartenalter bis zum Studium. Er kann bei den in Verbindung mit Hochbegabung bei Kindern und Jugendlichen auftretenden Problematiken in vielen Fällen Lösungsmöglichkeiten aufzeigen. LVH ist ein gemeinnütziger, eingetragener Verein mit Sitz in Stuttgart, Baden-Württemberg. Der Verband vertritt die Belange von rund 350 Familien.

## Geschichte
Der LVH Baden-Württemberg e.V. wurde 1998 gegründet und ist damit eng verbunden in der Geschichte der baden-württembergischen Hochbegabtenförderung. Der LVH B-W e.V. hat durch beständige Meinungsbildung zu etlichen Entscheidungen des Kultusministeriums mit beigetragen.
Der Landesverband unterhält in verschiedenen Regionen Baden-Württembergs Elterngruppen, welche als Bindeglied zu den Mitgliedern fungieren. Von den Ansprechpartnern der Elterngruppen werden, je nach Bedarf, Elternabende abgehalten. Diese dienen zum Erfahrungsaustausch zwischen Mitgliedern aber auch mit interessierten Eltern, welche mit diesem Thema neu konfrontiert sind.

## Ziele
- Beratung hochbegabter Kinder, ihrer Eltern sowie Beratung von Lehrern, Erziehern und in der Erziehungsberatung tätigen Personen wie z. B. Psychologen, Sozialpädagogen und Kinderärzten
- Förderung von Initiativen wie Elterngesprächskreise, um Eltern von hochbegabtenKindern die Gelegenheit zu geben, gemeinsame Probleme zu diskutieren und Experten zu konsultieren, Diskussionskreise und Förderkurse für hochbegabte Kinder
- Interessenvertretung gegenüber den Schulbehörden und den zuständigen Ministerien des Landes durch Öffentlichkeitsarbeit und Information der Mitglieder zum Thema hochbegabte Kinder
- Anregungen zu wissenschaftlichen Arbeiten im Bereich der Hochbegabtenförderung, insbesondere an den Universitäten, Hochschulen und pädagogischen Hochschulen des Landes

## LHV in den Medien
Der LVH B-W e.V. betreibt seit seiner Gründung nachhaltig die Bekanntmachung des Themas Hochbegabung und deren Besonderheiten. Insbesondere um die Umsetzung der in der Landesverfassung des Landes Baden-Württemberg Artikel 11 verbrieften Rechte setzt er sich aktiv ein.
„Jeder junge Mensch hat ohne Rücksicht auf Herkunft oder wirtschaftliche Lage das Recht auf eine seiner Begabung entsprechende Erziehung und Ausbildung“

## Preis Begabtenförderer des Jahres
Um Persönlichkeiten und Einrichtungen, welche sich in besonderer Art und Weise der Förderung von Hochbegabung verdient gemacht haben zu ehren, hat der LVH B-W e.V. in den Jahren 2004 bis 2012 den Preis „Begabtenförderer des Jahres“ bei einer eigens dazu organisierten Veranstaltung verliehen. Preisträger waren bisher:
- - 2004 Angelika Raum, Rektorin der Silcherschule in Esslingen und Ilse Streller, Rektorin der Grundschule Ebersteinburg in Baden-Baden
  - 2005 OStDir. Hartmut Schmid, ehemaliger Schulleiter des Karls-Gymnasium in Stuttgart
  - 2006 Beate Quendt und Nadine Raisch, Lehrerinnen an der Grund- und Hauptschule mit Werkrealschule Döffingen
  - 2007 Hartmut Grassmann, Schulleiter der Thiebauthschule in Ettlingen
  - 2008 Angela Droste, Direktorin des Robert-Mayer-Gymnasiums in Heilbronn
  - 2009 Ingvelde Scholz, Lehrerin am Friedrich-Schiller-Gymnasium in Marbach und Professor Heiner Hoffmeister, Lehrer am Karls-Gymnasium in Stuttgart
  - 2010 Esther Ehninger, Rektorin und Leiterin der Breitwiesenschule Hochdorf und Hans Peter Brugger, Rektor und Leiter der Neubergschule Neckarsulm
  - 2011 Der Kindergarten „Kribbel Krabbel“ in Linkenheim-Hochstetten
  - 2012 Karl Waidelich, Direktor des Königin-Olga-Stifts in Stuttgart und Bernd Friedrich, langjähriger Leiter der Kinder- und Jugendakademie Bad Waldsee
  - 2018 Hülbe-Kindergarten Kusterdingen und Städtische Kindertagesstätte Bonhoefferstraße Karlsruhe
  - 2023 Martin Meisl, Lehrer am Albert-Einstein-Gymnasium Ulm, Raitelsbergschule Stuttgart
  - 2025: Berhard Horlacher, Leiter des Kepler-Seminars Stuttgart, Mannabergschule in Rauenberg